# 親指シフト

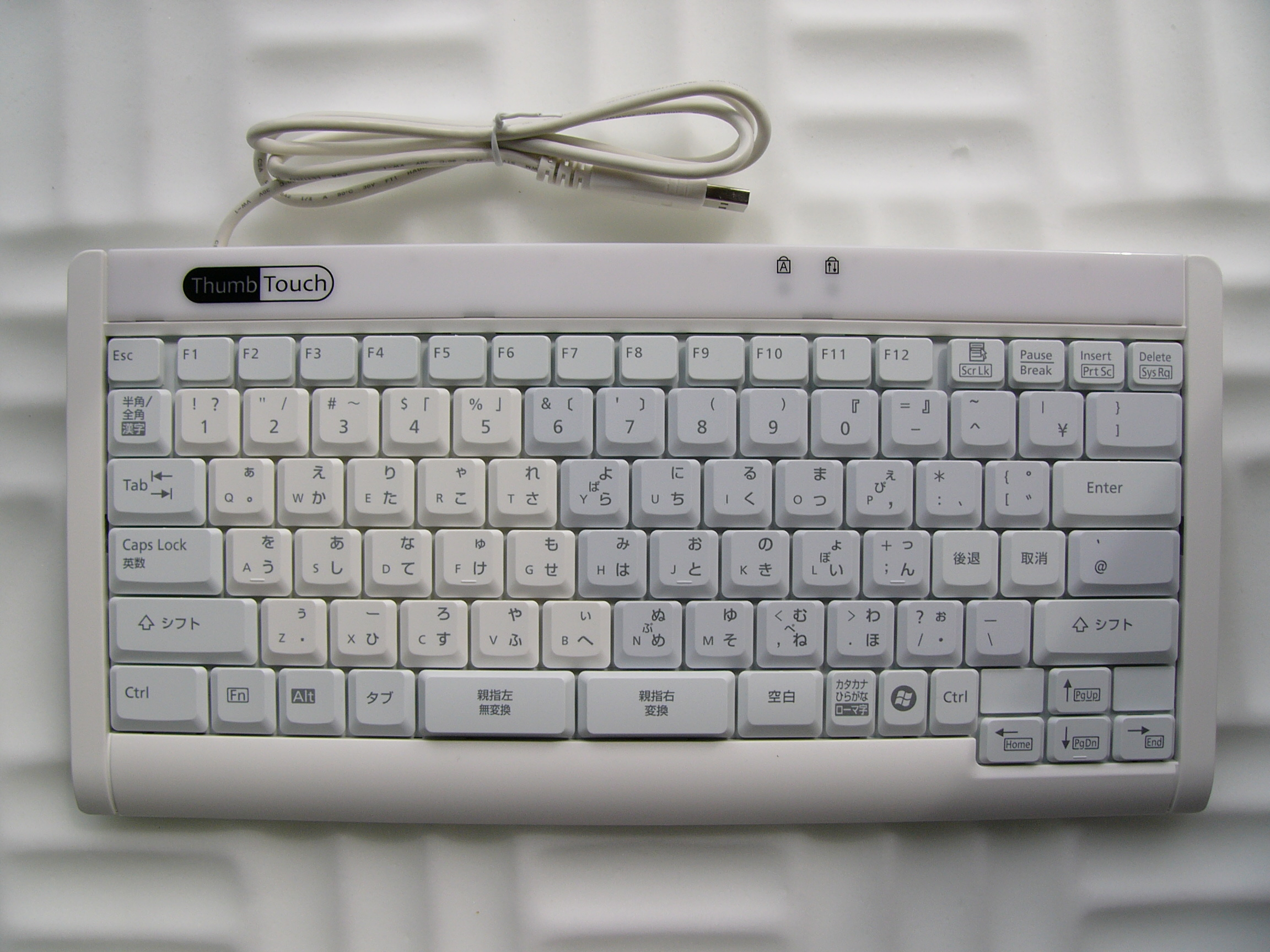
2010年に登場した、NICOLA規格準拠のPC用コンパクト親指シフトキーボード。ホームポジションに両手を添えれば、親指は自然と2つのシフトキーを触る。これらは変換/無変換キーとしても動作する。

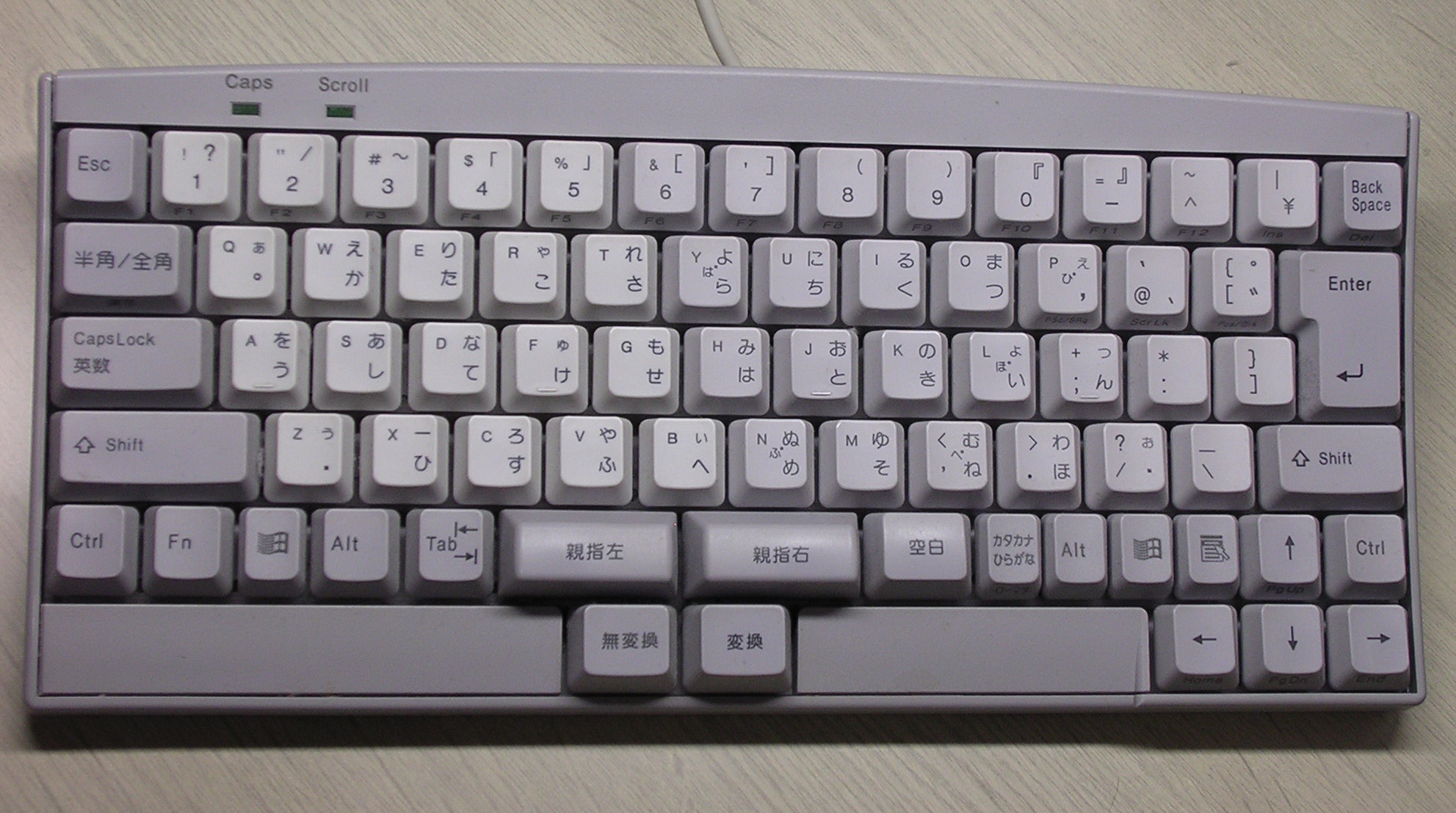
2001年に登場した、NICOLA規格準拠のPC用コンパクト親指シフトキーボード。ホームポジションに両手を添えれば、親指は自然と2つのシフトキーを触る。その下に変換/無変換キーが位置するものの、これらは（USBの制限に合わせるために）真上のキーと同じ働きしかしない。

親指シフト（おやゆびシフト）は、日本語の「かな」を入力するためのキー配列規格の一種である。かな2文字を1個のキーに割り当てていることが特徴である。
親指シフトキーボード（おやゆびシフトキーボード）は、親指シフト入力のための独特な配列のキーボードをいう。

## 概要

### 親指シフト
親指シフトは、キー配列規格の一種であり、ほぼ同時期に確立したQWERTYローマ字入力や、それ以前から存在したJISかな入力などと同様に、「かな漢字変換」のためのかな入力手段（日本語入力）として使用される。
JIS配列が、かな1文字を1個のキーに割り当てるのに対し、親指シフト配列は、かな2文字を1個のキーに割り当て、かな2文字の区別を親指による他のキーとの同時打鍵の有無で行うのが特徴であり、このため親指シフトと称された。
パソコン用の親指シフトキーボードは、富士通または富士通コンポーネントによって供給され、他社からも販売された（後述、#導入も参照）。

### NICOLA
NICOLAは、日本語入力コンソーシアムが親指シフト規格のうち一部仕様を変更した規格である。
NICOLAの名称は「NIHONGO-NYURYOKU CONSORTIUM LAYOUT（日本語入力コンソーシアム配列）」の頭文字に由来する。

## 操作方式
親指シフトキーボードの見た目における最大の特徴は、キーボード最下段中央に位置する親指左/親指右の、各々親指シフトキーである。
操作面の特徴には、次の点が挙げられる。
親指の活用
英文入力ではスペースの打鍵に多用するのに対し、和文入力では使用する機会が少ない親指を、シフト機能用として使う。
同時打鍵
親指シフトキーは、通常のシフトキーの働きと異なり、前後関係なく一定の時間内に打鍵されれば同時と扱われ、シフト入力となる。
ホームポジションに手を置くと、親指左/親指右キーは、左右の親指の真下に位置するため、これらのキーはホームポジションを崩さずに打鍵できる。英字モードでの配列と入力方式は、一般のQWERTY配列のキーボードと変わらず、親指左/親指右キーはスペースキーとして機能する。一方、かなモードでは、これらのキーを下表のように操作して、キートップに印刷してある複数の文字を打ち分けながら、漢字かな交じり文の文章を入力する。
| 入力したい文字                         | キー操作 |
| -------------------------------------- | --- |
| 文字キーの下側に刻印されている読み (A) | 文字キーを単独で打鍵 |
| 文字キーの上側に刻印されている読み (B) | 文字キーと、文字キーを打つ手の親指シフトキーを同時に打鍵（同時打鍵）                                                                                                 |
| Aの文字の濁音                          | 文字キーと、文字キーを打つ手とは反対側の親指シフトキーとを同時に打鍵（濁音がある文字のキーのみ有効）（クロスシフト+同時打鍵）                                        |
| Aの文字の半濁音                        | （親指シフト規格のみ）左右いずれかの小指シフトキー（半濁音キー）を押しながら、文字キーを打鍵（半濁音がある文字のキーのみ有効）                                       |
| 文字キーに刻印されている半濁音 (D)     | （NICOLA規格のみ）半濁音は濁音のない文字のキー（「ら」「，」「め」「ね」「い」）に刻印されており、クロスシフトで打鍵すると「ぱ」「ぴ」「ぷ」「ぺ」「ぽ」が入力される |
| 英字 (C)                               | 英字モードにて、文字キーを単独打鍵（一般のQWERTY配列キーボードと同じ）                                                                                               |

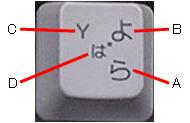
文字キーのキートップ

親指シフト規格では、一つのシフトキーに一つの機能を割り当てるのではなく、「手の形・文字キーと親指シフトキーとの位置関係」に応じてシフトの意味合いを変えることにより、「片手で打てば濁音になり得ない清音かな」「両手で打てば濁音かな」というルールを、ほぼ規則的に実現している。
他のシフト方式と比べての親指シフト方式の特徴については、シフトキーの項目を参照。

## キー配列
親指シフト規格のキー配列は、かつて時代と共に変遷してきたが、基本的な仕様は変わっていない。ここでは親指シフト規格を採用した最初の製品であるOASYS100の配列と、現在用いられているPC向けのNICOLA規格配列を紹介する。なお、OASYS100とその後のOASYSとでは記号類の配置に若干の違いがあるものの、英字入力時の配列は一般的なQWERTY配列キーボードとほぼ同一であるため、日本語入力時の配列についてのみ紹介する。

### 親指シフト規格
刻印された文字の打ち分けの仕方は#操作方式の項目を参照。
親指シフト規格準拠となるOASYS100のキー配列の特徴として、以下の点を挙げることができる。
- 出現頻度の高い読みをホームポジションに配置しているため、日本語自然文の読みについては、ホームポジションがある中段のみで6割強を入力できる[1]
- 拗音・促音・濁音・半濁音・長音・句読点などを含む、その他のすべての読みを、数字段を除く3段の範囲に収容
  - 数字や記号を入力しないかぎり最上段を使用することはないため、ホームポジションが崩れにくい
- 連接する頻度の高い読みは、左右の手をなるべく交互に使いつつ入力する様に設計されている
- 漢字の音読みの二音節目には「き・く・つ・ち・い・う・ん」しか現れないという規則性がある。これらを特に入力しやすい位置に配置することで、漢字語を高速に入力できる。
- 最も器用な人指し指の負担を重く、逆に不器用な小指の負担は軽くなるように設定
- 入力した文字の訂正のために頻繁に使用する後退キーをホームポジション隣に配置
  - なお、この「後退キー」は文字を消すために用いるキーではなく、左カーソルと同じ挙動をするキーである。OASYSシリーズは上書きモードで文章を記述していたため、入力中の文章から末尾のみを修正する場合、文字を消す必要がない。

### NICOLA規格
NICOLA規格には、オリジナルのNICOLA配列規格書に示された配列のほかにJIS化案の形で、OASYS100以降の親指シフトキーボードの仕様を継承したF型と、ANSI仕様の英文キーボードとの互換性に配慮したA型と、JISキーボードとの互換性に配慮したJ型のバリエーションがある。ここではJIS化案のJ型配列を元に、NICOLA配列規格書について紹介する。
上図の白色部分は、NICOLA規格では未定義とされ、実装者に任されている箇所である。エスケープ、バックスペース、エンター、半角/全角、英数、タブ、スペース、Ctrl、Altなどのキーをこの領域に配置する。
OASYS100配列と比較して、以下のような特徴がある。
- 濁音になり得ない文字が割り当てられた「ら」「，」「め」「ね」「い」のキーと左親指シフトキーとの同時打鍵に「ぱ」「ぴ」「ぷ」「ぺ」「ぽ」をそれぞれ割り当て、小指シフトキーを用いなくても半濁音を入力できるようにした。
  - 小指シフトキーはNICOLA配列規格書において未定義となっているため、NICOLA配列規格書のみを参照した場合は小指による半濁音の入力を行うことはできない。しかし実装上は、NICOLA規格と親指シフト規格それぞれの上位互換となるよう設計しても矛盾はないため、半濁音入力が二通り可能となるように配列定義が設定されている場合もある。
- 後退キーをホームポジション付近から外した。
- 右手小指で打鍵する領域にキーを追加した。
  - JISキーボードにあって親指シフトキーボードになかったキーを追加したものである。追加されたキーは英字入力用であり、日本語入力には使用しない。上の図では日本語入力時の配置のみを示しているため、空白になっている。
- 親指シフトキーの下にあった、変換/無変換キーがオプション扱いになった。
  - 親指左キーを単独打鍵すると無変換キー、親指右キーを単独打鍵すると変換キーの動作となる。

なお、日本語入力コンソーシアムが提案しているJIS化提案では、親指キーの配置については「位置」ではなく「領域」で指定されている。富士通が販売しているデスクトップ用親指シフトキーボードや本格的な親指シフト規格ノートPCでは、親指左キーと親指右キーを隣接配置し、その右側に空白キーを置くのが通例である。
一方、JIS X 4064:2002の附属書2付図2では、JIS化提案要件を満たしたうえで「キーボード中央に空白キーを配置」したNICOLAキーボードが提示されている（同附属書は規定の一部ではない）。
のちに 勝間和代は「自宅では専用キーボードを接続するものの、外出先ではPanasonicのLet's noteが持つJISキーボードをそのまま使って親指シフト規格での入力を行う」という趣旨の利用方法を紹介した。

### 派生の独自配列
ユーザーが独自に設計した親指シフト系列の様々な配列が提案されている。一般的に流通しているJISキーボードで打ちやすいように右手キーの位置を一つ右にずらしたorz配列や、清濁別置でより合理的な配列を目指した飛鳥配列、左右交互打鍵に重点を置いた小梅配列などが存在する。これらの独自配列は、後述の「やまぶきR」や、「DvorakJ」といった単独エミュレーションソフト等を用いて実装されている。

## 評価
参議院速記者の坂本正剛は、自身は東芝ワープロスクール一期生でありJISキーボードを使用していたが、著書『ワープロ速記法』の中で、親指シフトキーボードを「非常に合理的にキーが配列されていて、私もこの方式を高く評価してい」ると記した。しかし、その時点では普及度を重視して最終的にはJISキーボードを推薦していた。一方、後に著した『新ワープロ速記法』では、親指シフトについて「キーボードの数が少ないことは、それだけ指の移動が少なく、速く打つことができる」、「毎分60字のスピードに到達する練習時間をJISと比較すると約半分ですみ、同じ時間だけ練習すればJISより2、3割速く打つことができ」るとし、「親指シフトのキーボードは富士通のワープロやパソコン以外には通用しませんが、正確に速く入力できるという条件にぴったりで、速記者や入力業者用ワープロとして最適です」と前著より積極的に親指シフトを評価した。

### 入力速度
日本語の文章（天声人語4日分：3735文字）を入力したときの打鍵数を、他の入力方式と比較した資料によると、以下の通りである。
|             | 総打鍵数 | 比率 | 備考                                         |
| ----------- | -------- | ---- | -------------------------------------------- |
| 親指シフト  | 3735     | 1.0  | シフトキー自体を押した数は、カウントしない。 |
| JIS配列かな | 4110     | 1.1  | シフトキー自体を押した数は、カウントしない。 |
| ローマ字    | 6474     | 1.7  |                                              |

同じかな入力方式でありながら親指シフト規格とJISかな入力法とで打鍵数に開きがあるのは、親指シフト規格ではすべての読みを1打鍵（シフトキーとの同時打鍵を含む）で入力するのに対し、JISかな入力では文字と濁点・半濁点を別々に入力するため、濁音と半濁音の入力では2打鍵（ほぼ交互打鍵）になるためである。
さらに、親指シフト規格はホームポジション付近に頻出文字を集中配置しているため、運指距離と運指時間はローマ字入力やJIS配列かな入力よりも少なく済む。
ただし、親指シフト規格では親指シフトキーの操作がある。

### 学習の容易さ
日本能率協会が1983年に行った調査では、キーボード未経験者にJISカナ、ローマ字、親指シフト規格の入力をそれぞれ練習させ、練習時間に対する入力速度の統計を取ったところ、入力速度の向上は親指シフト規格が一番速く、ローマ字入力が一番遅いという結果が得られている。これは、ローマ字入力では覚えるべきキーの数が少ないため取りかかりは容易であるが、習熟して頭の中で読みからローマ字に変換するプロセスが消えるまでに長く時間がかかるため、上達は遅いと説明されている。

## 歴史

### 開発の背景
かつてのコンピュータは、ISO基本ラテンアルファベットのみか、せいぜい半角片仮名が扱える程度であった。コンピュータで漢字かな交じり文を表示・印刷するには活字の役目を果たすフォントを必要とするが、補助記憶装置にフォントを搭載しても低速すぎて実用にならず、主記憶装置またはそれに類する専用の記憶装置、主に漢字ROMを必要とする。当時フォントを記憶させるために必要な主記憶装置は非常に高価であり、それに漢字のフォントを載せるという事は、お金の無駄遣いと見なされる節があった。
しかし1970年代後半になると、コンピュータの普及に伴って、日本語の漢字かな交じり文の情報を処理したいという需要が高まっていた。富士通の神田泰典が率いる開発チームでは、メインフレーム/汎用機で日本語の情報処理を可能にする拡張システムJEFを開発した。
JEFは当初、富士通社内からも否定的な意見が続出するほどの期待薄な状況でリリースされた。しかし、世間の見方は全く異なっていた。富士通がメインだと考えていたFACOM-Mシリーズそのものよりも、富士通がただの拡張システムと考えていた「漢字かな交じり文処理の機能追加」のほうが、より大々的に新聞紙上で取り上げられた。これは後に、当時は漢字処理に対して積極的ではなかったIBMとの市場占有率を逆転させるほどの、無視できない効果をもたらした。
一方、コンピュータはJEFによって日本語を処理できるようになったが、人間がコンピュータに日本語の情報を入力するための手段は、まだ確立されていなかった。当時のコンピュータには、英文タイプライタを模した英文キーボードが接続されていた。コンピュータに日本語を入力するためには、日本語電子タイプライタとでも呼ぶべき装置の開発が必要であると思われた。
各コンピュータメーカーは、タブレット上に並んだ漢字をペンで選択する漢字タブレット方式や、キーボードからコードを入力して漢字を選択する漢字直接入力方式などを研究していた。しかし神田らのチームでは、このような方式は熟練した専門のオペレータでないと扱うことができず、タイプライタのように、一般のユーザーが考えながら文章を入力するには向いていないと結論づけた。代わって採用したのが、キーボードから読みを入力しながら漢字かな交じり文に変換する「かな漢字変換方式」である。同様の方式は東芝の森健一らの開発チームでも採用し、1979年に発売された最初の日本語ワープロJW-10として結実することとなる。
かな漢字変換方式による日本語入力システムを構築する上で問題となったのが、キーボード上のキー配列である。JIS規格の日本語入力用キーボードは1972年に標準化されていたが、これは神田が望む条件とは異なる以下の仕様であった。
- 1モーラを一気に（打鍵順序を考慮することなくワンアクションで）入力できることが望ましい。
  - 親指シフト規格では、開発時の実験結果を重視し、「拗音を含めた1モーラ」ではなく「1カナ」を1アクション入力することとした。
- かな配列部分は英字配列部分に比べてキーの割り当て範囲が広い。
- ローマ字入力では多数の打鍵を要し、かつ配列がローマ字入力を前提とした設計ではない。
- ローマ字入力では、かな文字の出現頻度を考慮して一文字ずつ調節するような文字配列は設計できない。

既存のキー配列によるかな漢字変換方式に満足できなかった神田は、当時新入社員であった池上良己に、日本語入力用キーボードの改良を命じた。池上が最初に研究した方式は、ローマ字入力を応用することでキーの数を削減した方式であった。この方式ではキーが一段のみに配列されており、指の移動がなく高速入力が可能と思われた。しかし、複数のキーを同時打鍵する必要があり、うまく入力できなかった。
この方式を研究しているうちに、すべてのパターンで同時打鍵しづらいというわけではなく「親指と他の指との同時打鍵に限れば、ストレスなく入力できる」ことを発見した。同時打鍵を親指に限るとすると、組み合わせが減るので必要なキーの数は増えるものの、英文タイプライタと同じように3段にキーを配置すれば、十分にタッチタイピングができるようになると思われた。
次の課題はキー配列の定義であった。これはDvorak配列の設計手法を手本とした。キー配列の決定には出現頻度のデータが必要であったが、これは池上の母校である早稲田大学で音声認識の研究のために収集していたものを借用した。空いている最上段には数字と、日本語の文章でよく使う記号を入れることで、モード切り換えすることなく数字と記号を入力できるようにした。
こうして親指シフトキーボードが完成した。完成した親指シフトキーボードは、見慣れた英文タイプライタのキーボードと大きく異なる形にならずに済んだので、市場にも受け入れられるものと思われた。

### OASYSの発展と衰退
当初、日本語ワープロは非常に高価な製品であった。初の日本語ワープロである東芝JW-10の価格は630万円であった。その後を追って1980年に発売されたOASYS100の価格は270万円であった。いずれにせよこの価格では企業の専門のオペレータが使う製品という位置付けにならざるを得なかった。そのような専門のオペレータだけがワープロを使っていた時代には、親指シフト規格による高い生産性が市場の支持を受けてOASYSはシェアを拡大し、後発にもかかわらずビジネスワープロのトップブランドの地位を確立した。
しかしOASYSの開発者たちは、そのような立場に満足してはいなかった。専門のオペレータが使用するのならば、漢字タブレット入力方式や漢字直接入力方式の方が優れている。かな漢字変換というわかりやすい方式を採用し、業界標準に逆らってまでそのためのキーボードをわざわざ開発したのは、日本語の文章を書く人すべてにとって必要となる、日本語のためのタイプライタを目指していたからである。「電卓戦争の再現」とも言われたほどの苛烈な技術革新と価格破壊を彼らが積極的に続けたのは、他社との競争に勝つためというよりも、むしろパーソナルユースに売り込むことを目指していたためであった。「いずれ1000万台売れる商品になる」というのが神田の口癖であった。
そのため、パーソナルユースを睨んだ機種として、1982年には100万円を切ったMy OASYS（75万円）を、1984年にはOASYS Lite（22万円）を投入し、家庭用ワープロの先鞭を切った。業務用の100シリーズでは公的規格であるJISキーボードを無視できず1号機から一貫してJISキーボード仕様を用意していたが、家庭用OASYSでは、親指シフト規格の普及を狙って、JISキーボード仕様を用意せず親指シフト規格仕様のみにするという戦略に出た。
1980年代半ばには、10万円を切る価格帯のパーソナルワープロも登場し、OASYSの開発者たちが夢見ていた家電製品として普及する時代となった。すると市場は、彼らにとって皮肉な反応を見せ始めた。当時、家電製品としてワープロを購入するユーザーの使用目的は「年に一度の年賀状の作成」か「一度作って保存した文章の使いまわし」にあり、効率よく快適な文章の創作を日常的に行いたいという需要などなかったのである。そのため、以下のような理由から、市場は親指シフト規格に冷淡な反応を示し始めた。
- 当初は他社からは親指シフト規格の製品が発売されなかった。
- 後には他社からも発売されるようになったが、それほど多くなかった。
  - そのため富士通の独自規格という印象があり、将来性に不安を持たれた
- 当時は複数のキー配列を覚えるという発想が一般的でなく、「親指シフト規格を覚えると他社のワープロが使えなくなる」という誤解があった。親指シフト規格の支持者がよく行なった「他の配列が打てなくなる」との発言がこの誤解に拍車をかけた。発言は他の配列を打つのが嫌になるほど快適であるという意味の誇張表現であり、文字通りに他の配列を打つ能力を喪失するわけではない。平仮名とカタカナを覚えた者が両方を書けるのと同様に、親指シフトと他の配列を覚えた者は両方を打つことができる。しかし、キーボード操作自体を初めて覚える者には文字通りに受け取られ、誤解を生んだ。
- 当時のワープロはもっぱら「清書機」として利用されていて、神田が想定していた「文章の創作[13]」に対する要求が薄かった。多くの人が電子メールやブログ・電子掲示板・ウェブページの記述をするといった『作家などではない個人でも文章の創作を必要とする時代』が来るのは、これよりだいぶ後、21世紀（2000年代）に入ってからである。
- 当時から存在しているかな入力と比べて、見た目での文字探しが困難であった。ゆえに「たまにしか使わない」ユーザーにとってはかえって不便そうに見えた。

1986年頃からは家庭用OASYSでもJISキーボード仕様が用意されるようになった。それでもカタログの写真には親指シフト規格仕様を使うなど、富士通は「親指シフト規格仕様が基本。JISキーボード仕様も一応用意しています」という姿勢を崩さなかったが、後期には実際の出荷はJISキーボード仕様が主体になっていった。
|      | 業務用（100シリーズ）                                                                  | 家庭用（30/Liteシリーズ他）                                  |
| ---- | -------------------------------------------------------------------------------------- | ------------------------------------------------------------ |
| 戦略 | 1号機から一貫して親指シフト規格・JIS配列を用意 50音配列、新JIS配列を用意した時期もある | 初期には親指シフト規格のみ、後にJIS配列を追加                |
| 初期 | 親指シフト規格が主体                                                                   | 親指シフト規格のみ（ただし、50音順ゴムカバー同梱機もあった） |
| 中期 | 親指シフト規格が主体                                                                   | 親指シフト規格が主体                                         |
| 後期 | 親指シフト規格が主体                                                                   | JIS配列が主体                                                |

1990年代に入ると、パソコンの価格低下と性能向上が目立つようになり、ワープロ専用機の市場シェアが低下した。日本のパソコン市場ではNECのPC-9801が大きなシェアを持ち、親指シフトキーボードは未対応であった。OASYSの親指シフトユーザーは、ソフトウェアエミュレータの「親指ぴゅん」や、アスキーから発売されていたPC-9801用親指シフトキーボード「ASKeyboard」を利用した。1996年になるとリュウドがOASYS300シリーズのキー金型を使用するなどして製造した高品質のNICOLA配列キーボード「RBoard PRO for PC」や「RBoard PRO for Mac」「RBoard PRO for 9801」も発売された。
ワープロ専用機としてのOASYSシリーズの開発は1995年に終了し、その"遺伝子"はWindows用ワープロソフトのOASYS 2002と、Windows用IMEのJapanistに引き継がれた。

### 新JISキーボード化の失敗
富士通は当初から親指シフトだけでなく、JISキーボードや50音配列を採用したモデルを併売していた。その理由について神田は「特定企業が権利を保持し、かつJIS規格ではない親指シフトは、その性能とはまったく関係の無い理由により官公庁関連からの受けが悪い」という事情があったと説明している。また「親指シフトは独占的に使用すると決めたわけではないが、逆に他社に対して積極的に採用を働きかける行動もとっていなかったことから、途中から他社に対しても積極的に親指シフトの採用を提案していきたい」との意見も表明している。
実際、NECなどライバルメーカーは、M式などの自社が推す規格を販売しても、親指シフトを採用することはなかった。一方で、ソニーが発売していたNEWSの一部モデルに採用されるなど、OASYSと競合関係にないメーカーが、親指シフトを採用した例がある。
神田を含めて、富士通自身が認識しているとおり「JIS規格として採用されていないという事実が、法人・官公庁への営業にとっての足かせとなっている」こと「他社が採用しないので、個人ユーザーへの普及に限界がある」という事実は否めず、また当時から、既存のかな入力でもローマ字入力でもない「より効率的に日本語入力が出来る規格」を要求する声自体は存在していたことなども重なり、業界を巻き込んだ「新JISキーボード」の制定作業へとつながっていくことになった。
「新JISキーボード」の制定作業において、富士通は新規配列の作成ではなく「すでに販売実績があり、かつ使用者から好評を得ている」として親指シフトを提案したが、通商産業省とメーカー各社による審議の結果、1986年（昭和61年）に制定された新JIS配列は、既存のJISキーボードのかな配列を改良した規格が採用された。
神田によれば、新JIS配列の決定過程は
新JISキーボードの審議委員会は、通商産業省の工業技術院電子技術総合研究所の研究室長でもある委員長のリードで進められた。彼はキーボードの研究をしており、新JISキーボードの規格は、その成果に基づいて定められた。
という。
新JIS配列は、ハードウェア的にはJISキーボードと同一、もしくは最下段に小変更を加えただけであるが、かなの配列に関しては新たに調査された日本語文の統計データなどが使われているため、既存のJISキーボードとも親指シフトとも異なる配列であった。
当初は、新たなJIS規格であることや物理的な配列が同一なため金型が流用できるという利点もあり、規格制定直後から富士通を含む各メーカーよりワープロ専用機のオプションとして採用された。しかし、既に普及していたJISキーボードの規格は廃止されなかったこと、シフトキーの位置は、キーボード最下段の中央に設置し親指で操作するセンターシフトも規格書で認めていたが、コスト面から既存のJISキーボードを流用するメーカーが多く、殆ど採用例はなかった。
各メーカーも新JIS配列を積極的に広める姿勢を見せず、出荷台数は伸び悩み、各社はほどなく採用を中止、1999年（平成11年）には「利用実態がない」という理由で、新JIS配列は日本工業規格から廃止され、結局JISキーボードが残ることとなった。
これ以降、新たなJISキーボードの策定は行われておらず、2002年（平成14年）に、JIS X4064において、物理キーボードの実装例として「NICOLA規格」が提示されたにとどまっている。

### 日本語入力コンソーシアムの誕生と、NICOLA規格の制定
新JIS化に挫折した後、富士通は親指シフト規格の権利を1989年に発足した業界団体「日本語入力コンソーシアム」に譲渡した。日本語入力コンソーシアムには、富士通のほか、過去に親指シフトキーボードを発売したことがあるアスキー、ソニー、リュウドなどの企業が名を連ねていた。
日本語入力コンソーシアムでは、親指シフト規格の一部仕様を変更した、NICOLA規格のキーボードを普及させてデファクトスタンダードとすることと、新々JISキーボード化による公式標準化を目指している。しかし、JISキーボードによるローマ字入力の使用者がコンピュータで日本語を入力する者の大多数を占めるに至った現在では、これから親指シフト規格に移行するユーザーが急激に増えるとは考えにくく、以前からの支持者が使用を続けるに止まるものと思われる。このことは、日本語入力コンソーシアムの発足からすでに相当経過しているにもかかわらず、これといった成果が得られていないことからも明らかであろう。

### 富士通製品の64ビットOSへの対応の遅れ
Windows XP以降のWindows系OSでは、64ビットバージョンがリリースされたが、これらに対する富士通側の対応は遅れた。
また、親指シフトキーボードのドライバが付属していたJapanistも2003年2月に発売された「Japanist 2003」が長らく最終バージョンとなっており、Windows 7発売により64ビット環境が普及した後も64ビット環境への対応が未公表の状態が続いた。このため、親指シフトキーボードでは64ビットOSの環境では本来の使用感とは大幅に異なる状況を余儀なくされ、富士通製品を利用してきた親指シフトキーボードのユーザーにとっては、64ビット環境への移行に際して、キーボードドライバが無いことが大きなネックとなり続けた。
2010年には富士通が新型の「携帯型親指シフトキーボード」であるFKB7628シリーズを開発・発売したものの、これにしても当初はドライバが対応するOSは従来のキーボードと同じく32ビットバージョンのみであり、「Japanist 2003」のエミュレーション機能を使用することを前提としたものであったため、64ビットOSには対応できない状況であった。
そのため、64ビットOSで親指シフト規格を使うためには、有志により作成された「親指シフトエミュレータ」を使う以外に、有効な選択肢が無いという状態が長らく続いた。
2011年7月、富士通が「Japanist 2003 体験版 (64bit)」を公開し、Windows 7 の64ビット版、日本語版で親指シフトの利用が可能になり、状況は大幅に改善された。しかし、正式なドライバとソフトウェアのアップデートはさらに翌2012年3月まで待つこととなった。

### 富士通製キーボードの販売終了
2020年5月19日、富士通はJIS配列のデファクトスタンダード化により関連事業の継続が難しくなったとして、親指シフトに関係するハードウェア・ソフトウェアの終売を発表した。富士通製の親指シフトキーボードは、2021年5月に販売を終了し、2026年6月にサポートを打ち切る。なお販売については当初の予定より前倒しで2021年1月末に終了した。
今後、親指シフトの利用はエミュレータの活用が中心となる。

## 導入

### 採用機種
富士通のワープロ専用機「OASYS」はJIS配列を採用するモデルはあったものの、一貫して親指シフトを中心に採用されたほか、パソコンのFMRシリーズ、FM TOWNSシリーズ、ビジネス用ワークステーションFACOM 9450シリーズやSファミリー（SPARCstationのOEM）PFUブランドでは「Cシリーズ」向けも販売された。
ソニーではNEWS用のキーボードとして親指シフトモデルが選択できた。
富士通では直販において自社製のノートPCのキーボードを親指シフト仕様に変更できる。
パソコン以外では、キングジムのデジタルメモ機「ポメラ」の一部モデルに親指シフトが採用されている。
pomera(ポメラ)DM250 は、親指シフトの同時打鍵の判定時間も選択可能で、素早い日本語入力を実現できる。親指シフトの通常キー設定だけでなく、右手を1列ずらして｢ポメラ｣でより入力がしやすく改良したレイアウトが追加されている。

### エミュレータ
親指シフト環境の実現にはキーボードの論理配列を規定ないし変更する配列エミュレータが必要であるが（キーボードによっては専用のキーボードドライバで実現できる）、エミュレータがあれば一般のキーボードやノートパソコン等でも親指シフトを利用できる。

#### ソフトウェアエミュレータ
ソフトウェアエミュレーションによる実装が複数のOSで行われており、環境構築や設定の微調整が可能となっている。またスマートフォンやタブレット向けのアプリも存在する。

### キーボード

#### 専用キーボード
富士通の直販において親指シフト専用キーボードを取り扱っている（専用のソフトウェアが必要である）。
2020年時点では、「親指シフトキーボード（PS/2接続）」（FMV-KB613）、「親指シフトキーボード（USB接続）」（FMV-KB232）、「LIFEBOOK親指シフトキーボードモデル（企業向けノートPCカスタムメイドオプション）」（FMCKBD09H）の3種類が販売されていたが、2021年5月ですべて販売終了した。

#### 一般キーボード
エミュレータがあれば専用機材でなくても親指シフトを利用できる。
ライフラボ社の「親指シフト表記付きUSBライトタッチキーボード」は商品名のとおり親指シフト表記がされている。エスリルの「エスリル ニューキーボード」はカスタムオーダーメイド製品のため、親指シフト配列が選択できる。
専用キーボードでなくても、OADG 109型であれば、左右親指の位置に変換・無変換キーがあり、スキャンコードを変更するソフトを利用して代用品とすることが出来る。Appleの標準JISキーボードは、ホームポジションを崩さずに左右の親指で押せる「英数キー」と「かなキー」があるため、ソフト利用で親指シフト入力ができる。
Happy Hacking Keyboardを製造するPFUでは雑誌で親指シフトの推奨記事を執筆していた塩澤一洋（政策研究大学院大学教員）に親指シフト化するキートップの試作品を提供している。また，サードパーティー製として，PFUのHappy Hacking Keyboard Professional JP及び 東プレのREALFORCE（一部）のスペースキーと変換キーを合わせた幅を2分割する親指キートップセットも販売されている。

## 専用機材とエミュレータとの相違
専用の親指シフトキーボードによる親指シフト規格の文字入力と、エミュレータによる親指シフト規格の文字入力には、以下のような違いがある。

### 親指シフトキーの機能
PS/2接続の親指シフト専用キーボードには、親指シフトキーのためのキーコードを出力する専用の親指シフトキーが備わっている。
これに対し、USB接続の親指シフトキーボードや一般のJISキーボードには、左右の親指シフトキーに対応するキーコードを割り振ることが可能な独立したキーは備わっていない。そのため、親指シフトキーの機能を実現するためには、既存のキーのいずれかに、そのキーの本来の機能に重複して、親指シフトキーの機能を割り当てる場合がある。その割り当てが行なわれると、親指シフトキーの機能を割り当てられたキー（代替キー）は、文字キーと同時打鍵された場合に親指シフトキーの機能を発揮し、単独で打鍵された場合のみ本来の動作を行なう、という代替キーの動作切り替えが行なわれる。
実際の製品としては1991年のオアシスポケットから採用され始めた。2008年以降の機種では、デスクトップ・モバイル・ノートの種別を問わず、PS/2接続のキーボードを除いて全てこの仕様でリリースされている。（#NICOLA規格参照）
専用の親指シフトキーボードでも、変換/無変換キーに親指シフトキーの機能を重複割り当てすることを、NICOLA規格では認めている。

### 同時打鍵の判定
OASYSの親指シフトキーボードでは、親指キーを先に押した場合はどんなにタイミングがずれても許容された（前置シフト）。エミュレータ（後述）では親指キー・文字キーのどちらが一瞬早かった場合でも数百ミリ秒のズレを許容する。
多くのエミュレータはこのタイミングを細かく調整したり、前置シフトの有無を設定できる。

## エミュレータ　一覧

### ソフトウェアエミュレータを内蔵した日本語IME
- Windows（32ビット）用
  - Japanist （公式サイト、NICOLA規格＋親指シフト規格の両方に対応する配列定義を同梱）
- UNIX（Linuxなど）用
  - Anthy （インプットメソッドと、インプットメソッドを経由してAnthyに処理を渡すパッケージを導入する）
    - iBus - iBus-Anthy
    - Fcitx - Fcitx-Anthy
    - SCIM - SCIM-Anthy

  - ほのかたん
- Android用
  - OyaMozc
  - OyaWnn
- iOS用
  - もずにっく

### 単体ソフトウェアエミュレータ
個人が作成し、フリーウェアまたはシェアウェアとして配布しているものが多い。
- Windows（32ビット/64ビット）用
  - 親指の友Mk-IIキーボードドライバ（キーボードドライバであるために遅延なく安定して動作する。零遅延モードの実装によってキー入力後の遅延時間をなくすことに成功している。キー配列を変える機能も内蔵している。未署名のドライバとして提供されていたが、2020/4/1に合同会社アプレットによって親指の友Mk-IIキーボードドライバ署名版がシェアウェアとしてリリースされ、これを使うことによってWindows 64bit版に導入しやすくなった。）
  - em1keypc（多配列サポートを前提に製作され、その一環として別途提供のoyayubiwmによりNICOLA規格にも対応）
  - やまぶき（多配列サポートを前提に製作され、その一環としてNICOLA規格用の配列定義を同梱。USB接続の親指シフトキーボード用定義も同梱）
  - やまぶきR やまぶきの派生エミュレータ。かな入力用の配列が使えない代わりに、キー入力の取りこぼしの軽減と文字の出の高速化を行っている。
  - DvorakJ（多配列サポートを前提に製作され、親指シフトやそこから派生した各種配列の定義も同梱。）
  - 姫踊子草2（多配列サポートを前提に製作され、その一環としてNICOLA規格と親指シフト規格に対応する配列定義を同梱。USB接続の親指シフトキーボード用定義も同梱）
  - 紅皿
  - Q's Nicolatter 8
- Windows（32ビット）用
  - 親指ひゅんQ（2010/05/13より公開休止中、NICOLA規格＋親指シフト規格の両方に対応する配列定義を同梱）
- Windows CE用
  - 親指キュン
- Windows Mobile用
  - em1key（多配列サポートを前提に製作され、その一環として別途提供のoyayubiwmによりNICOLA規格にも対応）
- Mac OS（OS9以前）用
  - ニコラアシスト
  - Nickey
- macOS用
  - Lacaille ( 天文学者ニコラ＝ルイ・ド・ラカーユのニコラにちなんだ命名 )
  - Karabiner-Elements
（KeyRemap4MacBook→Kalabiner→Karabiner-Elementsに変遷。SeilはKarabiner-Elementsに統合されている）
  - NicolaK Pro ( 富士通製キーボード専用 日割ライセンス )
  - TESLA
  - Tesla Plus - ウェイバックマシン（2003年10月5日アーカイブ分）
  - TESLA 野良ビルド
- Unix（Linuxなど）用
  - Q's Nicolatter for X
  - kinput2 for NICOLA
  - oyainput
- Emacs用
  - omelet
- MS-DOS用
  - 親指ぴゅん

### ハードウェアエミュレータ（コンバータ）
- クロスプラットフォーム
  - OyaConv　親指シフトの利用を目的として開発されたコンバータ。英数を含め全てのキー配列を入れ替え、変更するための設定も可能。
  - かえうち　キーボード配列を変換する汎用コンバータ。親指シフト，DvorakやColemakはもとより，ユーザーによるカスタマイズ可能で各種配列が利用できる。　
  - USB2BT PLUS　USBキーボード/マウス/ゲームパッドなどUSB HIDデバイスをBluetoothに変換しiPhone/スマートフォン/パソコンを操作可能とするアダプタ。制限事項はあるが親指シフト入力機能を備えている。[31]

## 親指シフトユーザーの著名人
かつては、執筆家がつくった「親指シフト・キーボードを普及させる会」というHPがあり、発起人として、小森健太朗（作家）、辻真先（脚本家）、二階堂黎人（作家）が名を連ね、有識者の意見のコーナーは姫野カオルコ（作家）が原稿を寄せた。
更に、積極的に親指シフトエミュレーター啓蒙活動をしている勝間和代（著述家）のほか、北川悦吏子（脚本家）、高橋源一郎（作家）、矢作俊彦（作家）、宮部みゆき（作家）、曽野綾子（作家）、ジェームス三木（脚本家）や、猪瀬直樹（作家）、宮台真司（社会学者）、樹林伸（マンガ原作者）、新井素子（作家）、内田康夫（作家）、勝谷誠彦（コラムニスト）、樹川さとみ（作家）、飯野文彦（作家）、太田忠司（作家）、折原一（作家）、笠井潔（作家）、久美沙織（作家）、高斎正（自動車評論家）、斎藤純（作家）、佐々木譲（作家）、妹尾ゆふ子（作家）、菅浩江（作家）、鈴木輝一郎（作家）、武上純希（脚本家）、西澤保彦（作家）、貫井徳郎（作家）、野村正樹（作家）、服部まゆみ（作家）、牧南恭子（作家）、山田正紀（作家）、渡辺容子（作家）、谷川流（作家）などが親指シフトユーザー。
また、「親指シフト・キーボードを普及させる会」での姫野カオルコは、親指シフトの認知のため、ユーザーは自己紹介欄に「親指シフトユーザー」と記述しようと呼びかけた。